# Cawl
Cawl (velšsky cawl Cymreig) je velšský pokrm, který je často považován za národní jídlo Walesu. Základem obvykle bývá vývar, maso (hovězí nebo skopové), pórek, brambory, tuřín, mrkev a další zelenina, ale existuje více variant a ingredience se často liší. V jihozápadním Walesu se podle záznamů vaří již od 14. století.

## Název
Slovo cawl se poprvé objevuje ve velštině už ve 14. století a nejspíše pochází z latiny, buď ze slova caulis (což označuje buď stonek, zelný stonek nebo zelí) nebo ze slova calidus (což znamená teplý). V moderní velštině slovo cawl označuje jakoukoliv polévku nebo vývar, pro samotný cawl má velština označení cawl Cymreig.